# Martin Luther (Helga Schütz)
Martin Luther war der Titel eines geplanten DDR-Kinofilms, der zum 500. Geburtstag Martin Luthers im Jahr 1983 entstehen sollte und dessen Buchvorlage von Helga Schütz im besagten Jahr erschien.
Die veröffentlichte Erzählung von Helga Schütz besteht aus zwei Teilen.

## Handlung
Teil 1.
Die Erzählung beginnt mit einem Prolog beziehungsweise mit einem geplanten Vorspann:
Am 10. November 1483, also einen Tag vor dem Martinstag, läuft eine Hebamme durch die winterlich verschneiten Straßen und Gassen der Stadt Eisleben zum Hause des Bergmannes Hans Luther. Dort erwartet sie die hochschwangere Margarethe Luther. In dieser Nacht gebärt Margarethe Luther mit Hilfe der Amme ein Kind. Der Vater Hans Luther erklärt, beim Anblick seines neugeborenen Sohnes, dass dieser ein Rechtsgelehrter werden wird. Ein Nachbar, ein Amateur-Astrologe, der ebenfalls im Hause ist und von dort mit seinem Fernrohr kurz zuvor noch die Sterne beobachtete, erklärt abwehrend zum Vater, dass er ihn Martin nennen möge. Hans Luther zeigt sich einverstanden mit dem Namen und erklärt sogleich, dass sein Sohn gewiss ein Gelehrter werde. Er werde Doktor Martin Luther heißen.
Viele Jahre später, am 18. Februar 1546, liegt Martin Luther, mittlerweile alt geworden, sterbenskrank in einem Bett, in einem Haus in der Stadt Eisleben. An seinem Bett haben sich Magister Cölius, der Diener Ambrosius, Justus Jonas und Luthers Söhne, der vierzehnjährige Martinus sowie der dreizehnjährige Paul versammelt. Martin Luther stirbt an diesem Tag. Paul findet kurz danach einen Zettel, den sein Vater geschrieben hat. Auf diesem steht: "Die Gedichte Virgils vom Landbau könne niemand verstehn ... die Heilige Schrift meine niemand genugsam verschmecket zu haben, er habe denn hundert Jahre die Gemeinde mit Propheten und Aposteln regiert [...] wir sind Bettler, das ist wahr."
In einer Dorfschule steht ein Lehrer an seinem Pult vor seiner Klasse, die aus Kindern aller Altersstufen besteht. Er gibt bekannt, dass Martin Luther gestorben sei, und fragt sogleich, wer Martin Luther gewesen sei. Doch die Kinder wissen nur wenig über Martin Luther, und so erklärt der Lehrer den Kindern, dass sie durch ihn Buchstaben und Moral lernen dürfen. Denn die Schule sei sein Werk.
Nach dem Prolog beziehungsweise dem geplanten Vorspann folgt die eigentliche Erzählung:
Ungefähr fünfunddreißig Jahre vorher geht der junge Mönch Martin Luther nach Wittenberg, um an der dortigen Universität zu Lehren. Ein wichtiger Anziehungspunkt der Stadt Wittenberg ist zu dieser Zeit die Reliquiensammlung des Kurfürsten zu Sachsen, Friedrich dem Weisen. Bei der Betrachtung der in der Schlosskirche ausgestellten Reliquien werden dem Betrachter 1443 Jahre Fegefeuer erlassen. Daneben treibt sich noch der Ablassprediger Tetzel in der Gegend herum, um päpstlichen Ablass zu verkaufen, was dem Kurfürsten missfällt. Der Kurfürst will, dass das Geld in der Stadt bleibt. Schon die kleinen Kinder kennen den Handel mit dem Ablass. So spielen einige Kinder, vor dem Haus des Malers Lucas Cranach, ein Spiel, das sie „Ablass“ nennen, bei dem sie den Ablasshandel nachstellen. Im Haus stellt sich soeben Martin Luther dem Maler Lucas Cranach vor. Martin Luther erzählt von seiner Reise nach Rom, die er im Auftrag seines Ordens im Jahr zuvor gemacht hatte und bei der er die Gelegenheit nutzte, Ablass zu erwerben, was ihm aber letztendlich zu viel wurde. Er erklärt, dass er vor der maßlosen Vergebung aus Rom geflohen sei. Er muss Lucas Cranach, der sich bei dieser Gelegenheit nach den Künstlern Michelangelo und Raffael erkundigen will, sagen, dass er die beiden nicht kenne.
Bald nach dem Gespräch erhält Martin Luther die Doktorwürde verliehen und beginnt damit seine Lehrtätigkeit an der Universität. Er liest über die Psalmen und über die Auslegung der Paulusbriefe. Aber Luther zweifelt an seiner Berufung als Lehrer. Martin Luther entsinnt sich an seine Kindheit, als sein Vater zum wiederholten Male ihm einschärfte, dass er ein Jurist und Gelehrter werden solle, und er hört die Stimme seines Vaters, wie dieser erklärte, dass Gott dies von ihm wolle. Doch es kam anders. Auch daran erinnert sich Martin Luther. Eines Tages kam er in ein furchtbares Gewitter bei Stotternheim. Als das heftige Gewitter über ihm tobte, entsinnt er sich, wie er rief: „Heilige Anna, hilf, hilf, heilige Anna, ich schwöre, wenn ich lebend über den Berg komme, will ich ein Mönch werden.“ Martin Luther erzählt seine Gedanken seinem Wahlvater, dem Mönch Staupitz. Die beiden sitzen unter einem Birnbaum. Martin Luther erklärt, dass er durch kein Gebet noch eine Übung glaubt, vor dem Herrn gerecht zu werden. Seine Sünden seien zu groß. Aber Staupitz sieht dies anders. Er solle nicht aus jeder Kleinigkeit eine Sünde machen, und er erklärt, dass Martin Rechtfertigung finden werde. Er sei berufen.
Die Zeit vergeht, und eines Tages sitzt Luther mit einem seiner Schüler, der für ihn einen Brief schreiben soll, in seinem Wohn- und Arbeitszimmer zu Wittenberg. Luther versinkt jedoch plötzlich in Gedanken und beginnt seinem Schüler Paul zu erklären, dass der Kauf von Ablässen unnütz sei. Sie würden nicht zur Vergebung der Sünden vor Gott führen, denn Werke können nicht vom Glauben geschieden werden. Allein der Glaube, der von Gott gegeben sei, führe zur Sündenvergebung. Dies sei in Briefen des Apostels Paulus nachzulesen.
Im Oktober 1517 schreibt Luther Briefe an den Bischof von Meißen, den Bischof von Brandenburg, den Bischof von Zeitz und den Bischof von Merseburg, mit der Bitte, den Ablassmissbrauch einzustellen. Im selben Monat schreibt er 95 Thesen und schickt sie an den Erzbischof Albrecht von Mainz. Am 31. des Oktober heftet er sie ans Tor der Schlosskirche zu Wittenberg und hofft, damit eine Disputation unter Fachgelehrten zu erreichen. Der Erzbischof von Mainz leitet währenddessen die Angelegenheit nach Rom weiter. Derweil verbreiten sich Luthers Thesen durch den erfundenen Buchdruck im Volk. Luther, der in der Zwischenzeit weiterhin mit Vorlesungen beschäftigt ist, äußert vor seinen Studenten, dass eine Reformation notwendig sei.
Luther wird auf den Reichstag zu Augsburg 1518 geladen; er soll dort vor dem Kardinal Cajetan widerrufen. Luther bricht auf, er geht zu Fuß nach Augsburg. In Augsburg angekommen, zweifelt Luther im Gespräch mit Cajetan an, dass die Extravagante des Papstes den Ablass billigen würde, und widerruft nicht. Cajetan bricht erzürnt das Gespräch ab. Luther flüchtet heimlich aus Augsburg zurück nach Wittenberg, auch wenn einer seiner Fluchthelfer ihm den Rat gibt, nach Frankreich zu flüchten. Zurück in Wittenberg lernt er den neuen Professor für Griechisch namens Melanchthon kennen. Im Sommer 1519 geht Luther zusammen mit seinen Kollegen Melanchthon und Karlstadt nach Leipzig, um dort mit den Vertretern des Papstes zu disputieren. Aber der Ingolstädter Theologe Eck, als Vertreter des Papsttums, argumentiert, im Beisein von Herzog Georg und anderer Zuhörer, unversöhnlich gegen Martin Luther. Die Leipziger Disputation endet ohne eine Einigung.
Nach der Disputation trifft in Wittenberg eine Bannandrohungsbulle des Papstes (Exsurge Domine) ein. Luther verbrennt diese öffentlich im Beisein seiner Studenten. Luther schreibt seine drei vielgedruckten Schriften An den christlichen Adel deutscher Nation, Von der babylonischen Gefangenschaft der Kirche und Von der Freiheit eines Christenmenschen.
Zwei Zwickauer Ordensbrüder treffen in Wittenberg ein und werden von Luther empfangen. Diese berichten ihm vom Wirken Thomas Müntzers, der einst von Luther ein Empfehlungsschreiben erhalten hatte. Thomas Müntzer streitet sich mit den Franziskanern und predigt die Kreuzesnachfolge. Anhänger Müntzers wollen einen Gottesstaat erbauen. Dieser soll von vorn, neu und von unten errichtet werden. Luther ist erschrocken, als er erfährt, dass die Zwickauer sich auf seine drei jüngst publizierten Bücher berufen, und meint, dass dieses Lied seiner Stimme zu hoch werde. In der Nacht versinkt Luther erneut in Zweifel. Er träumt schlecht, verbleibt aber dennoch bei seiner Theologie.
Luther, der vom Papst zum Ketzer erklärt wurde, wird 1521 vor den Reichstag in Worms gerufen. Dort will der kürzlich gewählte Kaiser Karl von Spanien über Maßnahmen gegen Luther entscheiden. Während der Fahrt nach Worms wird Luther überall von den Menschen freundlich begrüßt und bejubelt. In Worms nimmt Luther Quartier in einer Herberge. Noch am gleichen Tag steht Luther auf dem Reichstag vor dem Kaiser. Dort soll er widerrufen. Luther bittet um Bedenkzeit, die gewährt wird. Am nächsten Tag wird er abermals gehört. Diesmal gibt Luther eine Antwort und erklärt, dass er nicht widerrufen kann und wird. Er spricht die Worte: „Hier stehe ich, ich kann nicht anders, Gott helfe mir, Amen.“ Der Kaiser verlässt eilig und gibt dem Reichsherold Kaspar Sturm den Befehl, Luther soll abgeführt werden. So reist Luther mit seinen Freunden im Wagen zurück nach Wittenberg. Die berittene Begleitung unter Reichsherold Kaspar Sturm hält immer mehr Abstand zum Wagen und bleibt schließlich zurück. Plötzlich wird der Wagen von fremden Reitern angehalten. Luther wird ihnen gepackt und auf einem Pferd mitgenommen.
In Antwerpen seufzt Albrecht Dürer: "O Gott, ist Luther tot? Wer wird uns hinfort das heilige Evangelium so klar vortragen? Ach Gott, was hätte er uns noch in zehn oder zwanzig Jahren schreiben mögen."
Teil 2.
Der zweite Teil beginnt ebenfalls mit einem Prolog beziehungsweise mit einem geplanten Vorspann. In diesem tritt der besorgte Albrecht Dürer abermals auf.
Lucas Cranach erfährt, dass Luther noch lebt. Durch das Edikt von Worms war die Reichsacht über Luther ausgesprochen worden. Um ihn zu schützen, wurde er entführt und auf die Wartburg gebracht. Dort gibt er sich zum Schutz als ein Junker namens Jörg aus. Dort nutzt er die Zeit, die Bibel ins Deutsche zu übertragen. Gestört wird er dabei durch vom Tisch kullernde Nüsse und andere Geräusche. Luther sieht in diesem Krach das Wirken des Teufels. Dennoch lässt er sich von seinem Bestreben, die Bibel zu übersetzen, nicht abbringen. Ein Edelknabe und ein Soldat von der Leibwache glauben im Junker den vermissten Martin Luther erkannt zu haben. Sie fragen ihn. Aber Luther verleugnet seine Identität. Die beiden erzählen ihm von Luther, den er behauptet, nicht zu kennen. Für seine Bibelübersetzung benötigt er viele deutsche Worte, beispielsweise für das Wort Eunuche. So verlässt Luther zeitweilig die Wartburg und besucht einen Fleischer in Eisenach. Dort lässt er sich genau erklären, wie die einzelnen Körperteile eines Hammels heißen. Dabei wird er jedoch erkannt, und der Pfarrer von Eisenach sucht ihn auf. Dieser erzählt ihm, dass Karlstadt eine Fünfzehnjährige geheiratet habe, eine evangelische Messe zelebriere, einen gemeinen Kasten eingeführt habe und die Kirchen geplündert würden. Melanchthon hätte die Situation nicht mehr unter Kontrolle. Luther müsse zurückkehren. Luther ist aufgeschreckt und kehrt sofort nach Wittenberg zurück. Dort predigt er in der Stadtkirche. In seiner Predigt beschwört er die Gemeinde, Frieden zu halten. Auch an der Universität geht er gegen Karlstadts Wirken vor. Karlstadt selbst verweist er der Stadt. Aber im Land, auch in Süddeutschland, brodelt es weiter.
Selbst Cranachs Geselle Tratschmacher ist, nach der Ausweisung Karlstadts, enttäuscht von Luther. Luther lässt nun in Cranachs Werkstatt sein, auf der Wartburg übersetztes, Neues Testament drucken. Schnell sind die Drucke vergriffen. Katharina von Bora, die mit acht anderen Nonnen aus dem Kloster Nimbschen geflüchtet ist, wird von den Cranachs aufgenommen. Schon kurz nach der Ankunft erklärt sie, dass sie Luther heiraten wolle. Bald darauf sind die beiden zusammen.
Bauern, unter dem Einfluss von Thomas Müntzer, ergreifen die Waffen und machen einen Aufstand. Doch sie erleiden im Mai 1525 eine Niederlage bei Frankenhausen. Thomas Müntzer wird gefangen genommen, verhört und mit seinem Anhänger Pfeiffer zusammen enthauptet. Luther der zuvor die Schrift Wider die räuberischen und mörderischen Rotten der Bauern geschrieben hatte, schreibt nun die Schrift „Ein Sendbrief von dem harten Büchlein wider die Bauern“ und zeitgleich die Schrift Vom unfreien Willen (De servo arbitrio). Während des Schreibens fällt Luther in Ohnmacht und in einem Fiebertraum erscheint ihm Karlstadt, der ihn anklagt. Aber auch diese schwere Zeit geht vorbei. Luther werden mehrere Kinder geboren. Luthers Frau Katharina kümmert sich um den Haushalt und richtet darüber hinaus auch noch einen Herbergsbetrieb im Haus ein, mit dem die knappe Haushaltskasse aufgefüllt wird. Einer der Gäste, sein Name ist Appelfäller, berichtet Katharina von Bora eines Tages vom Sacco di Roma und äußert dabei die Vermutung, dass das ganze Hauen und Stechen Luthers Werk gewesen sei. Luther begibt sich nach Marburg und versucht sich dort mit Ulrich Zwingli über die Abendmahlslehre zu verständigen. Doch die beiden Reformatoren können sich nicht einigen, das Marburger Religionsgespräch scheitert. Ein halbes Jahr später wartet Luther, der immer noch unter der Reichsacht steht und somit Sachsen nicht verlassen darf, auf der Veste Coburg stetig auf Nachrichten von Melanchthon, der auf dem Reichstag in Augsburg eine Bekenntnisschrift, die als Augsburger Konfession bekannt wird, vorlegt. Die von den protestantischen Landesherrn und den protestantischen Städten bejahte Schrift, wird dem Kaiser am 25. Juni 1530 vorgelegt.
Am 6. November 1535 wird Luther vom Päpstlichen Legaten Vergerio, wegen eines geplanten Konzils, aufgesucht, wobei der Legat zu erkennen meint, dass Luther vom Teufel besessen sei. Zwei Jahre später ist Luther schon von etlichen Krankheiten gezeichnet. Appelfäller, der immer noch in der Stadt weilt, torkelt scheinbar betrunken durch die Stadt und spricht Luther an, fragt ihn, ob es denn nun gegen die Türken, Katholiken oder Juden gehen würde. Er, Martin Luther, habe ein sehr treffliches Buch geschrieben: Von den Juden und ihren Lügen. Luther beschwichtigt den Appelfäller, der eventuell nur betrunken tut, um seine fragwürdige Meinung zu äußern, und führt ihn heimwärts. Irgendwann danach predigt Luther dann an der Universität gegen die Hurerei, die sich unter den Studierenden breit gemacht habe.
Im Jahr 1542 stirbt Luthers Tochter Magdalena, genannt Lenchen. 1544 weiht Luther den ersten protestantischen Kirchenneubau ein. 1546 reist Luther mit seinen Söhnen nach Eisleben, um dort einen Erbstreit zwischen den Grafen von Mansfeld zu schlichten. Dort, in seiner Geburtsstadt Eisleben, stirbt Martin Luther. Sein Leichnam wird nach Wittenberg überführt. Die Trauerrede hält sein Weggefährte Philipp Melanchthon: „Wirft man Luther vor, er sei manchmal zu hart und rau gewesen, so sagen wir mit Erasmus: Wegen der Größe der Krankheit hat Gott einen scharfen Arzt geschickt, ...“

## Hintergrund
Das DEFA-Studio für Spielfilme plante, wegen des 1983 anstehenden 500. Geburtstags Martin Luthers, einen Kinofilm über dessen Leben. Das Szenario des Filmes wurde von Helga Schütz geschrieben. Christel Gräf fungierte als Dramaturgin. Als Regisseur war Lothar Warneke angedacht. Das Filmprojekt wurde jedoch 1982 endgültig abgebrochen. Es wird vermutet, dass es aus verschiedenen Gründen scheiterte. Zum einen war das Szenario von Helga Schütz, welche zu jenen DEFA-Autoren gehörte, denen man ideologische Probleme unterstellte, bis zum Jahr 1982 noch nicht zum Drehbuch umgearbeitet worden. Zum anderen wurde neben dem besagten Spielfilm von der DDR schon ein Fernsehfilm namens Martin Luther im DEFA-Studio für Spielfilme produziert. Diese Produktion zeigte gute Fortschritte. So waren die Dreharbeiten dieser Produktion fürs Fernsehen der DDR 1982 schon im vollen Gange. Die Möglichkeiten des Studios hätten, zur selben Zeit, mit Gewissheit nicht ausgelangt, um einen zweiten Historienfilm über Martin Luther herzustellen.
Trotz Einstellung des Filmprojekts erschien 1983 die Buchvorlage des Films von Helga Schütz im Aufbau-Verlag, mit dem oben dargestellten Inhalt, unter dem Titel „Martin Luther – Eine Erzählung für den Film“. Die Erzählung besteht aus zwei Teilen, denen eine Schrift namens „per pede apostolorum“ nachgestellt ist. In dieser nachgestellten Schrift beschäftigt sich die Autorin mit der Realisierung des Filmprojekts. Hierbei begibt sie sich auf den Weg, um eine Wanderung Luthers von Erfurt nach Wittenberg nachzuempfinden.
Auf dem Schutzumschlag des Buches sind einige Geleitworte der Dramaturgin Christel Gräf zu lesen: „Fünfhundert Jahre zeitliche Distanz. Interessant ist das Lutherbild der verschiedenen Jahrhunderte, das immer mit Grenzen und Werten weltanschaulicher Sicht verbunden ist. Auch heute. [...] [Helga Schütz] erhebt mit ihrer Prosa für den Film nicht den Anspruch auf eine totales Luther- und Zeitbild. Es ist ‚ihre‘ künstlerische Auseinandersetzung mit dieser bedeutenden historischen Persönlichkeit [...] In der unaufdringlich klugen, sinnhaften Verquickung von Dichtung und Wahrheit [...] besteht die Erzählkunst der Autorin.“
Wurde der Film zwar nicht realisiert, so produzierte der NDR 1983 doch ein Hörspiel von Helga Schütz zu Martin Luther, namens Es ist wunderbar, dass niemand an Böhmen denkt, mit einer Spiellänge von ungefähr fünfzig Minuten. Das Hörspiel schmiegt sich zwischen den ersten und zweiten Teil der Buchvorlage des Films und gestaltet sich als eine Art Zwischenspiel. Es behandelt primär Luthers Wartburgaufenthalt, welcher in der veröffentlichten Buchvorlage zum Film wesentlich kürzer und mit anderen Worten dargestellt wird. Die Entführung Luthers auf die Wartburg, die zum Ende des ersten Teils schon beschrieben wurde, ist am Anfang des Hörspiels zu finden. Luther sucht wie auch im zweiten Teil ein deutsches Wort für Eunuche sowie beschreibende Worte für die Körperteile eines Hammels. Da die Geschehnisse im Hörspiel primär aus Sicht des Geheimagenten Heinrichs dargestellt werden, durch Lesungen seines Tagebuchs, seiner Briefe und Darbietung seiner Gespräche, kommt es im Grunde zu keiner Überschneidung mit Helga Schützs Buch für den Film. Das Hörspiel endet mit Luthers Rückkehr und seiner Predigt zum Frieden in der Stadtkirche zu Wittenberg, wie sie ausnahmsweise auch wortgleich im zweiten Teil der Buchvorlage des Films zu finden ist. Zeigt sich darauf das Volk im zweiten Teil verwirrt schweigend, so artikuliert sich das Volk im Hörspiel, verwirrt und aufgebracht, und zum Teil Luthers Ein feste Burg ist unser Gott singend. Die Rolle Luthers sprach Gerd Wameling. Weitere Sprecher waren: Jörg Hube als Heinrich, ein geheimer Agent, Helmut Zierl als dessen Gehilfe Paul, Joachim Baumert als Johannes, ein Postreiter, Ruth Kähler als Wirtin vom Schwarzen Bären, Günther Dockerill als Hans von Berlepsch, Manfred Schermutzki als einer von der Leibwache, Helmut Bock als Kutscher, Joachim Kuntzsch als Begleiter Luthers sowie Gerhard Hinze und Gerhard Meister. Die Regie übernahm Ursula Langrock. Das Hörspiel wurde am Sonntag, den 31. Oktober 2010, um 18 Uhr erneut auf MDR Figaro gesendet.

## Kritik
Siegfried Steller erklärte in seiner Literaturkritik, die in der DDR-Zeitschriftenpublikation Weimarer Beiträge erschien: „[...] Eine Filmerzählung ist eine eigenartige Mischform. Sie faßt in Worte, was zu Bild und Handlung werden soll. [...] Keine Biographie [...] ein Gleichnis wollte sie schaffen, Verständnis für Größe und Grenzen und Widersprüche dieser gewaltigen Gestalt wecken. Das gelingt weitgehend und überzeugend. Zu fragen wäre, ob nicht Müntzer als der gewichtige Gegenspieler im revolutionären Prozeß anschaulicher hätte einbezogen werden sollen. So wie Friedrich Wolfs Müntzerstück und -film darunter litt, daß Luther nicht ins Bild kam. so verringert sich hier die Dimension dadurch, daß über Müntzer nur berichtet wird; und das mit Ausnahme des Berichts über Frankenhausen nur am Rande. [...]“
In der Bundesrepublik Deutschland blieb Helga Schützs Martin Luther weitgehend unbeachtet.

## Historische Ungenauigkeiten
- Die Darstellung in Helga Schütz’ Erzählung für den geplanten Film, dass Martin Luthers Vater schon bei seiner Geburt erklärt habe, dass sein Sohn Rechtsgelehrter beziehungsweise Gelehrter werden solle,[18] ist so nicht überliefert. In den späteren Jahren, ungefähr 1505, als Luther seinen Magister der Künste erreichte, erhoffte sich sein Vater aber tatsächlich eine Karriere seines Sohnes als Rechtsgelehrter. Als Gelehrten der Theologe wollte Luthers Vater seinen Sohn definitiv nicht sehen.[19]
- Martin Luther kommt scheinbar im Jahre 1511 nach Wittenberg und bekommt kurz darauf die Doktorwürde verliehen. Beide Ereignisse fanden in Wirklichkeit jedoch im Jahre 1512 statt.[20]
- Ein Student erklärt, dass der Rat und die Zünfte eine neue Elbbrücke in Wittenberg errichtet hätten. In Folge soll der Verkehr zwischen Halle und Leipzig flüssiger geworden sein. Es mag sein, dass eine Wittenberger Brücke eine Reise von Wittenberg nach Halle oder Leipzig vereinfacht hat. Auch in umgekehrter Richtung mag dies dann der Fall gewesen sein. Aber der Verkehr von Halle nach Leipzig und umgekehrt wird sich durch eine neue Wittenberger Brücke nicht verbessert haben. Die besagte Äußerung ist zumindest äußerst missverständlich.[12]
- Die Wittenberger Kinder sprechen Sächsisch. Andere Personen, wie beispielsweise Bauern und Handwerker usw. tun es scheinbar nicht.[21] Wittenberg gehörte jedoch zur damaligen Zeit zum niederdeutschen Sprachgebiet. Das heutige Sächsisch wurde dort noch nicht gesprochen.[12]
- Luther lässt des Öfteren von einem Schreiber seine Gedanken aufschreiben, um sie dann zu veröffentlichen.[22] Seine Schriften, beispielsweise Von der Freiheit eines Christenmenschen, schrieb Luther jedoch in Wahrheit eigenhändig.[12]
- In einer Szene behauptet Luther, dass einige seiner Behauptungen mittels der Briefe des Apostels Paulus an die Römer überprüfbar seien. In Wahrheit existiert nur ein Paulusbrief an die Römer und es dürfte klar sein, dass Luther solches in Wahrheit nicht gesagt hat.[23]
- In einer Volksszene unterhalten sich einige Leute über Luther. Zum einen wird im Gespräch scheinbar aus Luthers Schrift von Von der Freiheit eines Christenmenschen zitiert, die erst im späteren Verlauf der Handlung von Luther veröffentlicht wird.[24] Zum anderen kennt einer von ihnen genaueste politische Hintergründe, die eine einfache Person aus dem Volk zu dieser Zeit gar nicht haben konnte.[25]
- Luther schrieb seine drei großen Schriften An den christlichen Adel deutscher Nation von des christlichen Standes Besserung, Von der babylonischen Gefangenschaft der Kirche und Von der Freiheit eines Christenmenschen in Wahrheit in der Zeit zwischen der Leipziger Disputation und der Veröffentlichung der Bannandrohungsbulle Exsurge Domine und nicht danach.
- Katharina von Bora und Martin finden zusammen. Die erfolgte Hochzeit der beiden wird jedoch verschwiegen.
- Luthers Schrift Von den Juden und ihren Lügen wurde nicht 1537, sondern 1543 veröffentlicht.[26]

## Ähnlichkeiten und gravierende Unterschiede zu anderen Lutherverfilmungen
- Die Verfilmung hätte mit der Geburt Martin Luthers begonnen und nicht wie zumeist mit dessen Gewittererlebnis. Darüber hinaus wäre auch dessen Tod szenisch dargestellt worden.
- Luther nagelt die 95 Thesen wie in vielen anderen Verfilmungen an die Tür der Schloßkirche zu Wittenberg. Jedoch ist er bei seiner Tat nicht allein. Luther wird dabei von Nikolaus Amsdorf und Hieronymus Schurff begleitet.[27] Die beschriebene Szene hat Ähnlichkeiten mit der entsprechenden Szene aus der realisierten DDR-Verfilmung Martin Luther aus dem Jahr 1983.
- Ein Student erzählt, dass er mit anderen Studenten zusammen Tetzel traktiert habe.[27] In der realisierten DDR-Verfilmung Martin Luther von 1983 gibt es eine ähnliche Szene.
- Thomas Müntzer bleibt weitgehend unbehandelt, obwohl dieser im Geschichtsbild der DDR eine besondere Rolle spielte.[28] So machte das Zentralkomitee der SED auch, bei der Erstellung des schon erwähnten realisierten DDR-Films Martin Luther, die Vorgabe, dass in der Verfilmung auf das "stimmige Verhältnis zwischen Luther und Müntzer zu achten" sei.[29]